# لی نگای هوی
لی نگای هوی (انگلیسی: Li Ngai Hoi؛ زادهٔ ۱۵ اکتبر ۱۹۹۴) بازیکن فوتبال اهل چین است.
از باشگاه‌هایی که در آن بازی کرده‌است می‌توان به باشگاه چین جنوبی و باشگاه ورزشی کیتچی اشاره کرد.
وی همچنین در تیم‌های ملی فوتبال زیر ۲۳ سال هنگ کنگ، و هنگ کنگ بازی کرده‌است.